# Colombiers (Charente Marittima)
Colombiers è un comune francese di 339 abitanti situato nel dipartimento della Charente Marittima nella regione della Nuova Aquitania.

## Società

### Evoluzione demografica
Abitanti censiti